# Matrimonio igualitario en Nuevo México
El matrimonio igualitario es legal en el estado de Nuevo México desde el 19 de diciembre de 2013. Previamente, estaba autorizado solamente en algunos de los condados. Desde el 4 de septiembre de 2013, 8 de los 33 condados (los cuales administran el 56% de la población del país) expiden certificados de matrimonio a parejas del mismo sexo. La ley estatal de Nuevo México no prohíbe (ni permite) explícitamente el matrimonio entre personas del mismo sexo, de modo que es el único estado sin estatuto estatal o provisión constitucional sobre el matrimonio entre personas del mismo sexo que no lo ha legalizado.
El 29 de agosto de 2013, los funcionarios del Tribunal Supremo de Nuevo México votaron de manera unánime a favor de la legalización del matrimonio entre personas del mismo sexo.

## Leyes
Las leyes 40-1 y 40-4 de Nuevo México definen el matrimonio y la validez de matrimonios fuera del estado de la siguiente manera:
- «El matrimonio es contemplado por la ley como un contrato civil, por lo cual el consentimiento mutuo de las partes es muy esencial».
- «Todos los matrimonios celebrados fuera de las fronteras de este estado, válidos dentro del país donde están celebrados o contratados, también serán válidos en este estado, y serán respetados como si se hubieran celebrado de acuerdo con las jurisdicciones locales».

## Jurisdicciones locales

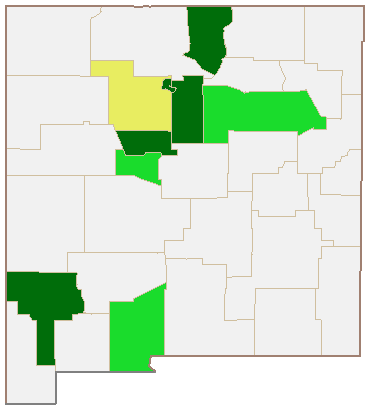
Leyes de matrimonio en Nuevo México.
Condados que expiden certificados a parejas del mismo sexo por orden judicial
Condados que expiden certificados a parejas del mismo sexo por iniciativa del funcionario
Condados que planean expedir certificados a parejas del mismo sexo por orden judicial
Condados que expedían certificados a parejas del mismo sexo, pero ya no lo hacen
Condados que no expiden certificados a parejas del mismo sexo a pesar de orden judicial
Condados que no han expedido certificados a parejas del mismo sexo o han tenido orden judicial

### 2004
Condado de Sandoval
Se expidieron 66 certificados antes de que una orden judicial los parase.

### 2013
En agosto de 2013, los siguientes condados empezaron a expedir certificados de matrimonio a parejas del mismo sexo por orden judicial o a iniciativa del funcionario:

#### Condados que expiden certificados de matrimonio
- Condado de Doña Ana
- Condado de Santa Fe
- Condado de Bernalillo
- Condado de San Miguel
- Condado de Valencia
- Condado de Taos
- Condado de Los Álamos

#### Condados que planean expedir certificados de matrimonio
- Condado de Grant

- Datos: Q7302641